# 용유도

용유도(왼쪽)와 영종도

용유도(龍遊島)는 인천광역시 중구의 섬이었다. 이 섬의 지명은 인천광역시 중구의 행정 구역인 용유동의 이름으로 그대로 쓰고 있다.
인천국제공항을 만들면서 이 섬과 영종도 사이의 바다를 매립하여 삼목도, 신불도와 함께 하나의 섬으로 합쳐졌다. 합쳐진 섬은 영종도 또는 영종용유도라고 한다.

## 같이 보기
- 영종도
- 삼목도
- 신불도
- 용유역